# Yewalewadi
Yewalewadi es una  ciudad censal situada en el distrito de Pune en el estado de Maharashtra (India). Su población es de 7685 habitantes (2011). Se encuentra a 11 km de Pune.

## Demografía
Según el censo de 2011 la población de Yewalewadi era de 7685 habitantes, de los cuales 4137 eran hombres y 3548 eran mujeres. Yewalewadi tiene una tasa media de alfabetización del 79,53%, superior a la media estatal del 82,34%: la alfabetización masculina es del 86,32%, y la alfabetización femenina del 71,62%.